# Galerella
Galerella es un género de mamíferos carnívoros de la familia Herpestidae nativos del África subsahariana, llamados vulgarmente mangostas esbeltas.

## Especies
Se reconocen las siguientes especies:
- Galerella flavescens
- Galerella ochracea
- Galerella pulverulenta
- Galerella sanguinea (algunos autores reconocen la especie Galerella nigrata)[2]